# Verchovskij rajon
Il Verchovskij rajon (in russo Верховский район?) è un rajon dell'Oblast' di Orël, nella Russia europea; il capoluogo è Verchov'e.